# Disa cornuta
Disa cornuta es una especie de orquídea de hábito terrestre originaria de Sudáfrica.
Es una orquídea, perteneciente a la subtribu Disinae.

## Descripción
Esta es una planta con raíces tuberosas con pocas ramificaciones y tallo sin ramas , con hojas generalmente anuales, la inflorescencia también sin ramas, las flores con sépalo dorsal y pétalos oblongos y labelo sin espolón, la columna se encuentra sin apéndices prominentes y con dos polinias. es la especie tipo de la sección.
Se trata de una orquídea de tamaño grande, que prefiere el clima frío, es de hábito terrestre con un revestimiento de hojas que surgen formando una corona. Florece en una inflorescencia erecta, terminal, imbricada,  con brácteas florales. La floración se produce en la primavera y principios del verano.

## Distribución y hábitat
Se encuentra desde Zimbabue hasta Sudáfrica en la región más austral en bien drenados pastizales, a pleno sol en las montañas y en los suelos de arena, en alturas de 1800 a 2200 metros.

## Taxonomía
Disa cornuta fue descrita por Peter Olof Swartz  y publicado en Kongl. Vetenskaps Academiens Nya Handlingar 21: 210. 1800.
Etimología
Disa : el nombre de este género es una referencia a  Disa, la heroína de la mitología nórdica hecha por el botánico Carl Peter Thunberg.
cornuta: epíteto latino que significa "con cuernos".
Sinonimia
- Orchis cornuta L. 1760
- Satyrium cornutum (L.) Thunb. 1794
- Disa macrantha Sw. 1800
- Disa aemula Bolus 1885[4][6][7]